# تیزک
تیزک (نام علمی: Najas marina) نام یک گونه از سرده تیزک‌ها است.